# エドモン・オーギュスト・バスチャン

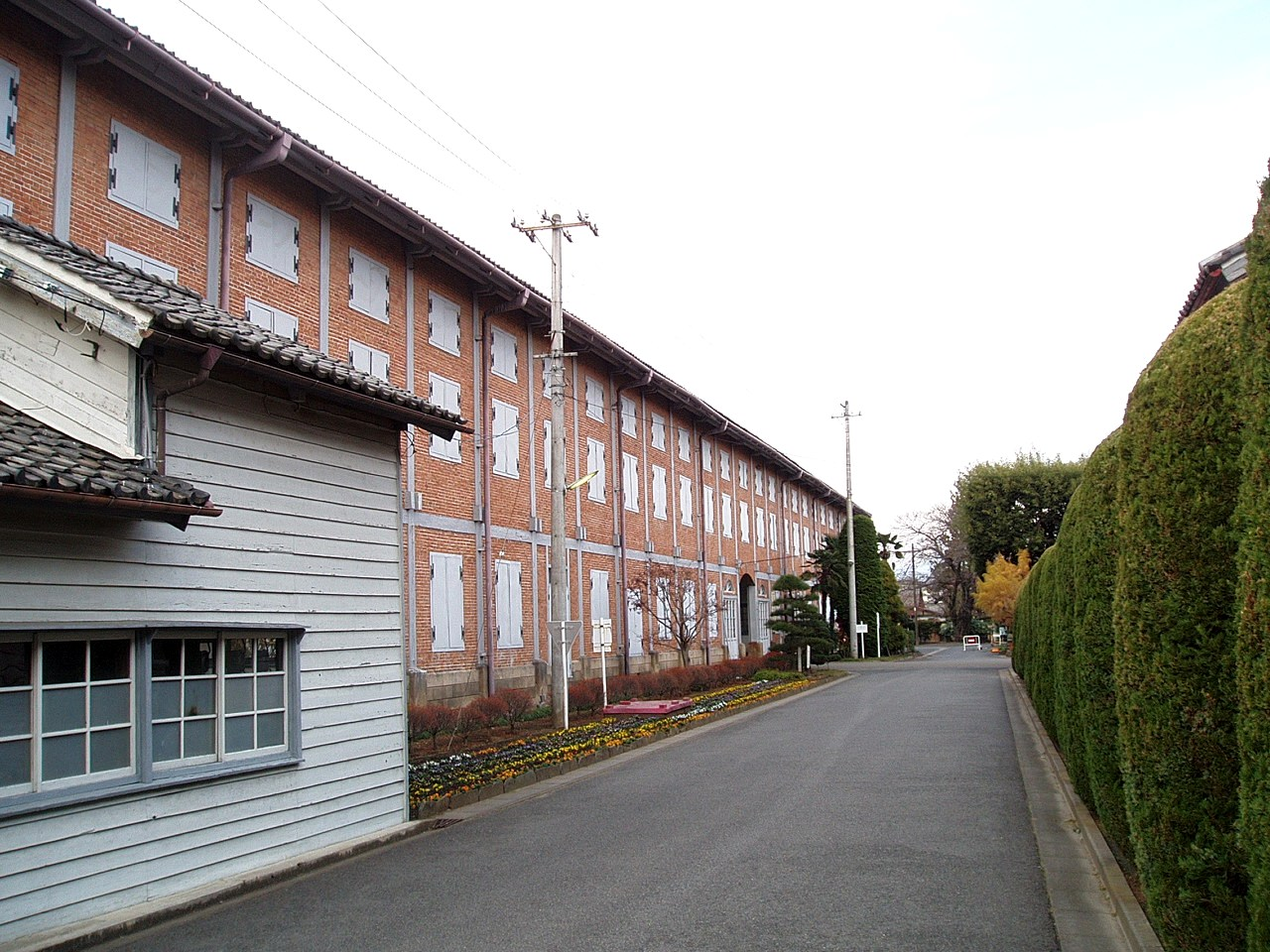
バスチャンが設計した富岡製糸場東置繭所

エドモン・オーギュスト・バスチャン（Edmond Auguste Bastien, 1839年6月27日 - 1888年9月9日）は、フランスの船工、製図職工であり、いわゆるお雇い外国人として横須賀製鉄所に勤務したほか、富岡製糸場の開業当初の主要建造物の設計を担当した。神奈川県の横浜外国人墓地に彼の墓が残っている。
通例、フランス語では Edmond の末尾の d は読まないが、日本では慣例的に「エドモンド・バスティアン」「エドモンド・バスチャン」などと表記する文献もある。

## 生涯
横浜外人墓地の墓碑によると、1839年6月27日にマンシュ県シェルブールに生まれた。同市の造船所で船工として働いていたが、横須賀製鉄所のフランソワ・レオンス・ヴェルニーに見出され、日本に渡ることになる。バスチャンがマルセイユを発った1866年1月19日（慶応元年12月3日）が横須賀製鉄所の雇用契約日となっている。スエズ、香港、上海などを経由し、1866年3月12日（慶応2年1月26日）に横浜に着くと、1週間あまりしてから横須賀に入った。1866年3月23日には最初の工事に携わっている。当初の月給は75ドル、1868年（明治元年）からは80ドルで雇われており、翌年から月雇いになった。
富岡製糸場の建設を任されていたポール・ブリューナは、明治3年（1870年）11月6日ごろにバスチャンに設計を依頼した。バスチャンは短期間のうちにこれをまとめ、同年12月26日（1871年2月15日）に完成させた。彼が短期間のうちに主要建造物群の設計を完成させられた背景としては、木骨レンガ造りの横須賀製鉄所を設計した際の経験を活かせたことが挙げられている。彼は「土木絵図師」として、月給125ドルで明治5年7月まで雇用された。彼は全図面を完成させたとされるが、現存する建物でバスティアンが確実に設計したのは、繰糸所、東置繭所、西置繭所、蒸気釜所の4棟のみとされる。明治5年（1872年）7月は富岡製糸場が竣工した月であり、彼はこの月に横須賀に戻ったが、すぐに依願解雇を申請した。
この申請は受け入れられ、旅費も受け取っていたが、おそらくは日本にとどまっていたと考えられている。1874年（明治7年）には横浜在住の大工ピヨンの下で働いており、1875年（明治8年）4月5日から「造家小頭」「造家職工長」などとして工部省の営繕寮（のち営繕局）に雇われた。月雇いの月給は125円、正式雇用後の月給は150円だったが、1879年（明治12年）12月に雇い止めとなった。営繕寮（局）に雇われていた時期は東京の西久保や音羽に住んでいた。

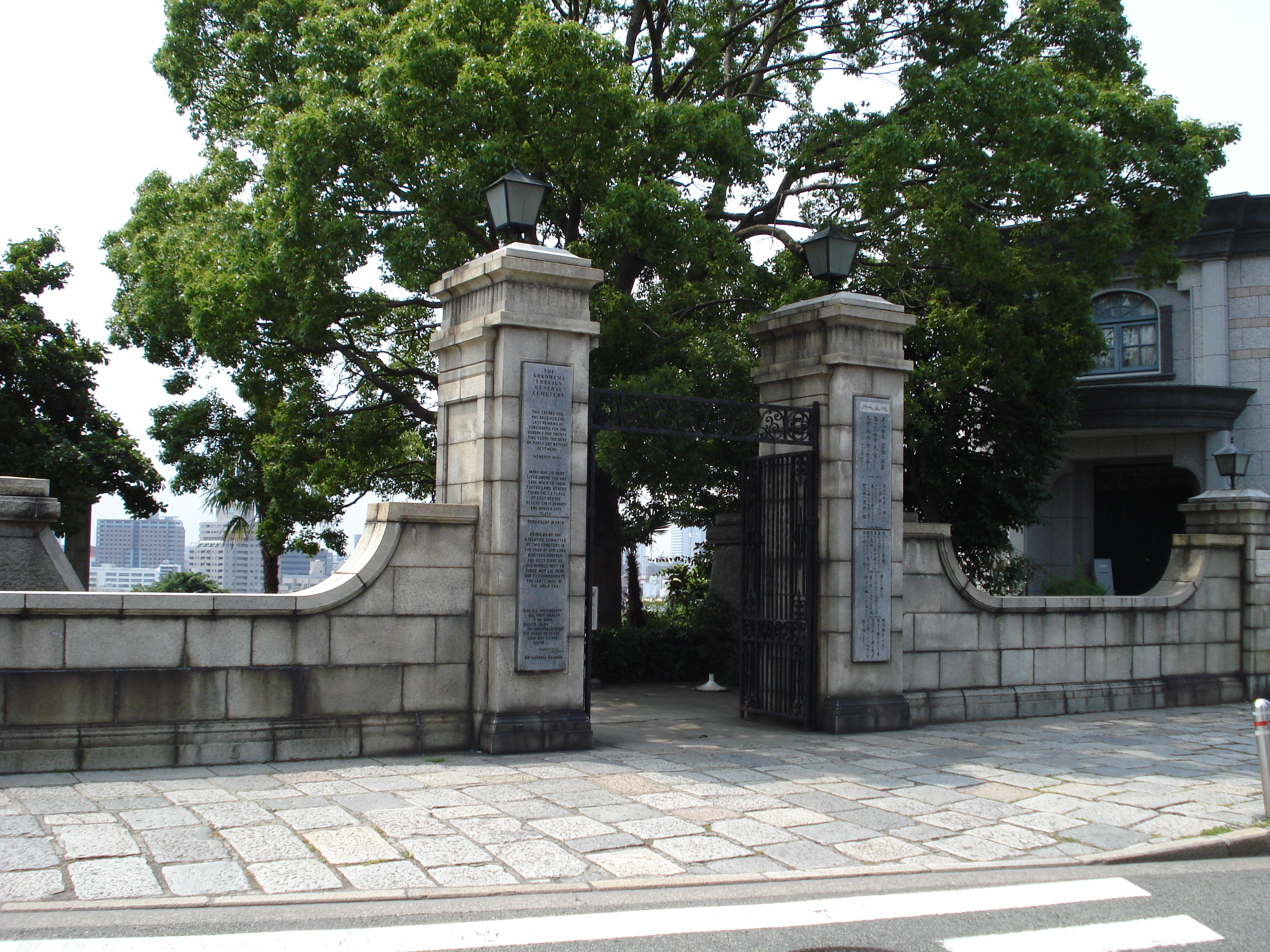
バスチャンの墓がある横浜外国人墓地

その後、1881年（明治14年）11月7日に横浜で建築事務所を開業したが、2、3年で閉鎖した。その間に手がけた建物については明らかになっていない。事務所を閉鎖してまもなく上海に渡り、その地のフランス工部局で監督として雇われ、妻子をもうけた。1888年（明治21年）6月7日に横浜を再訪したが、その年の9月9日に同地のピヨン宅で病没した。彼の墓は上海フランス人会によって建てられた。